# 昆坎鱷屬
昆坎鳄屬（學名Quinkana）是澳洲馬氏鱷亞科下已滅絕的一屬。牠們生存於2400-4萬年前。於更新世時，牠們是澳洲的頂級掠食者，有著長腳及利齒。其名字是取自澳洲原住民傳說的「昆坎」（Quinkans）。

## 物種
昆坎鱷屬其有四個物種：
- Q. fortirostrum：模式種，生存於上新世及更新世的昆士蘭。
- Q. babarra：生存於上新世早期的昆士蘭。
- Q. timara：生存於中新世中期的北領地。
- 米氏金卡納鱷（Q. meboldi）：生存於漸新世晚期的昆士蘭。[1]

## 外觀
昆坎鱷屬中較為古老的兩個物種（Q. timara及米氏昆坎鱷）的體型較細小，只有約2米長。估計Q. fortirostrum有5米長，是澳洲最巨型的掠食者之一，僅次於古巨蜥。